# Sanusi Tjokroadiredjo
Sanusi Tjokroadiredjo (ur. 26 maja 1925 w Magelangu) – indonezyjski strzelec, olimpijczyk. 
Brał udział w igrzyskach olimpijskich w 1960 (Rzym). Wystąpił tylko w kwalifikacjach pistoletu dowolnego z odl. 50 metrów, w której odpadł w kwalifikacjach (zajął 57. miejsce).
Był jedynym strzelcem reprezentującym Indonezję na igrzyskach w Rzymie.

## Wyniki olimpijskie
| Igrzyska | Konkurencja            | Wynik                     | Miejsce       | Źródło |
| -------- | ---------------------- | ------------------------- | ------------- | ------ |
| IO 1960  | Pistolet dowolny, 50 m | 328 punktów (78-81-88-81) | 57 QR (na 67) | [ 1 ]  |